# فيليب كريولس
فيليب كريولس (بالألمانية: Philipp Kreuels)‏ (11 يناير 1985 بدوسلدورف في ألمانيا - ) هو لاعب كرة قدم ألماني في مركز الوسط. لعب مع روت فايس أوبرهاوزن وروت فايس إيسن ونادي ساربروكن ونادي فولفسبورغ وSV Babelsberg 03 ‏.

## وصلات خارجية
- فيليب كريولس على موقع قاعدة بيانات كرة القدم.إي يو (الإنجليزية)
- فيليب كريولس على موقع بيانات كرة القدم. دي إي (الألمانية)